# Madeira Beach
Madeira Beach és una població dels Estats Units a l'estat de Florida. Segons el cens del 2000 tenia 4.511 habitants.

## Demografia
Segons el cens del 2000, Madeira Beach tenia 4.511 habitants, 2.528 habitatges, i 1.122 famílies. La densitat de població era de 1.691 habitants/km².
Dels 2.528 habitatges en un 9,1% hi vivien nens de menys de 18 anys, en un 35,6% hi vivien parelles casades, en un 5,6% dones solteres, i en un 55,6% no eren unitats familiars. En el 42,4% dels habitatges hi vivien persones soles el 12,2% de les quals corresponia a persones de 65 anys o més que vivien soles. El nombre mitjà de persones vivint en cada habitatge era d'1,78 i el nombre mitjà de persones que vivien en cada família era de 2,36.
Per edats la població es repartia de la següent manera: un 8,2% tenia menys de 18 anys, un 4,8% entre 18 i 24, un 29,3% entre 25 i 44, un 35,7% de 45 a 60 i un 22% 65 anys o més.
L'edat mediana era de 48 anys. Per cada 100 dones de 18 o més anys hi havia 110,2 homes.
La renda mediana per habitatge era de 36.671 $ i la renda mediana per família de 50.833 $. Els homes tenien una renda mediana de 32.353 $ mentre que les dones 27.455 $. La renda per capita de la població era de 30.097 $. Entorn del 4,1% de les famílies i el 9,8% de la població estaven per davall del llindar de pobresa.

## Poblacions més properes
El següent diagrama mostra les poblacions més properes.